# 奥托·艾舍
奥特尔·艾歇尔（Otl Aicher，也译作“奥托·艾舍”，1922年5月13日—1991年9月1日）是德国20世纪最有影响力的设计师之一，同时也是国际知名的设计师。

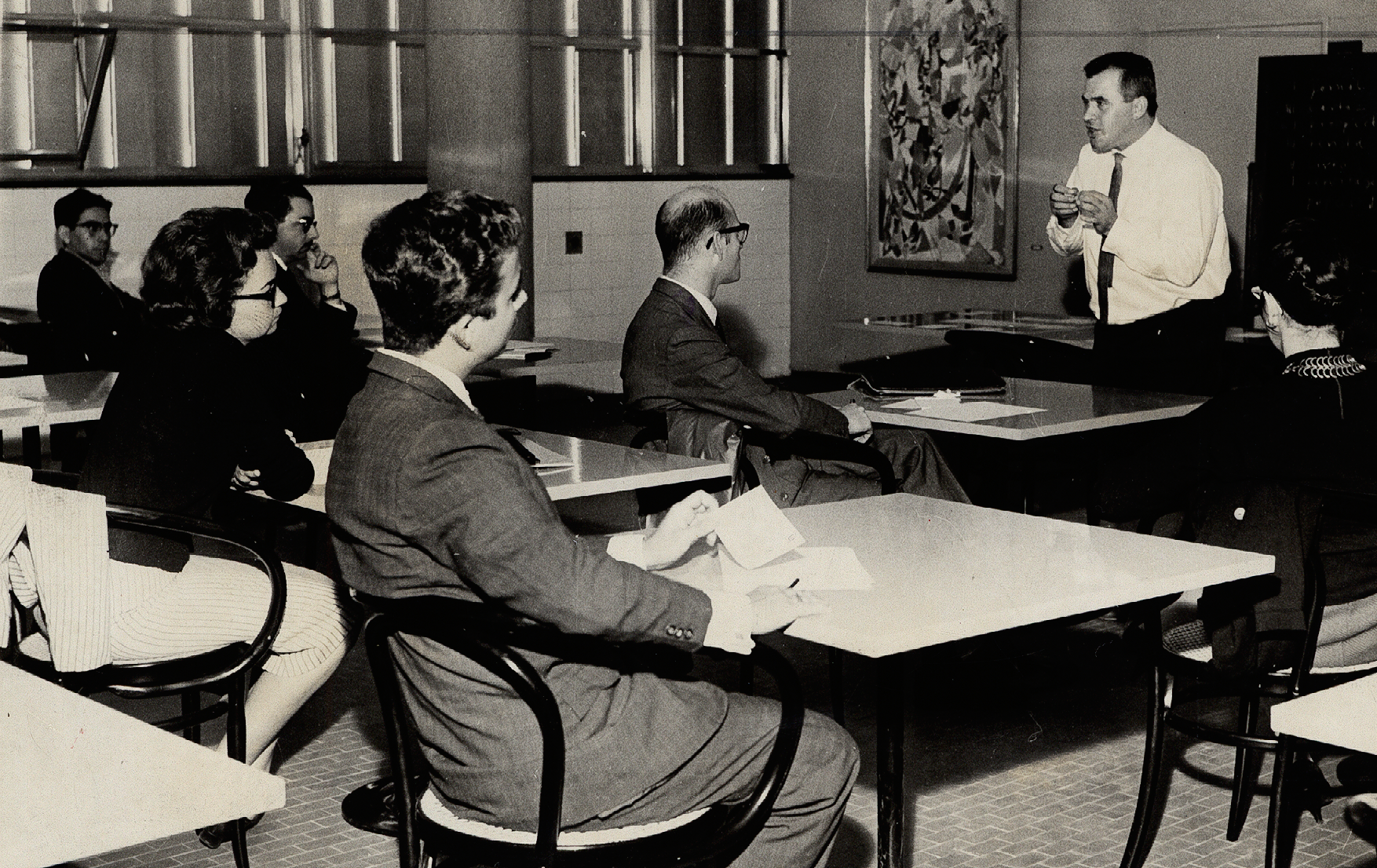
Otl Aicher (1959)

## 个人经历
奥特尔·艾歇尔生於烏爾姆，是最早向周围发起批评纳粹主义行为的人，也是朔尔兄妹的好朋友。他是自由青年的成员，因为拒绝加入希特勒青年團而在1937年被逮捕，并在1941年被中学除名。他在1941年被征召入伍当军官，但是被他拒绝。之后，他拒绝了一切入伍的机会。由于违法行为，使他暂时逃离了为战争服务。1942年，汉斯·朔尔和苏菲·朔尔因为是白玫瑰的成员而被处决后，他帮助了朔尔一家。1945年初，他舍弃艾歇尔（Aicher）的姓，与朔尔一家藏在Ewattinggen的兄弟会。
1946年，他开始在慕尼黑美术学院学习雕塑，并在同年于乌尔姆设立自己的工作室。
1952年，他与汉斯和苏菲·绍尔的姐姐英格·朔尔(Inge Scholl)结婚。1946年他们一起创立了乌尔姆民众高等学院。在20世纪40年代末，他和妻子与马克斯·比尔共同构想要组建自己的造型学院，这梦想1953年在乌尔姆Kuhberg的Grundsteinlegung成为了现实。他任视觉传达的讲师，马克斯·比尔出任校长。
1956年，马克斯·比尔离职。奥特尔·艾歇尔成为校务委员会的成员，并在1962年至1964年出任执行校长。同时，他在耶鲁大学和里约热内卢任客座教授。1968年因为联邦州州长Hans Filbinger（德国基督教民主联盟/德国社会民主党）削减了经费，使乌尔姆造型学院关闭。
1967年至1972年间，他是慕尼黑奥运组委会的代表之一，他创造了现今国际上广为传播的象形符号（Pictogram）系统作为导向。其后，他到了阿尔高的Rotis（现在属于阿尔高地区洛伊特基希的一部分）。1984年，他建立了Rotis研究学院（Rotis Institut für analoge Studien），并创造了Rotis系列字体。
1991年9月1日，奥特尔·艾歇尔在当地割草时被摩托车撞上，不幸身亡。

## 终生事业

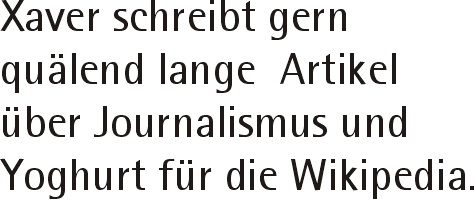
Roti字体

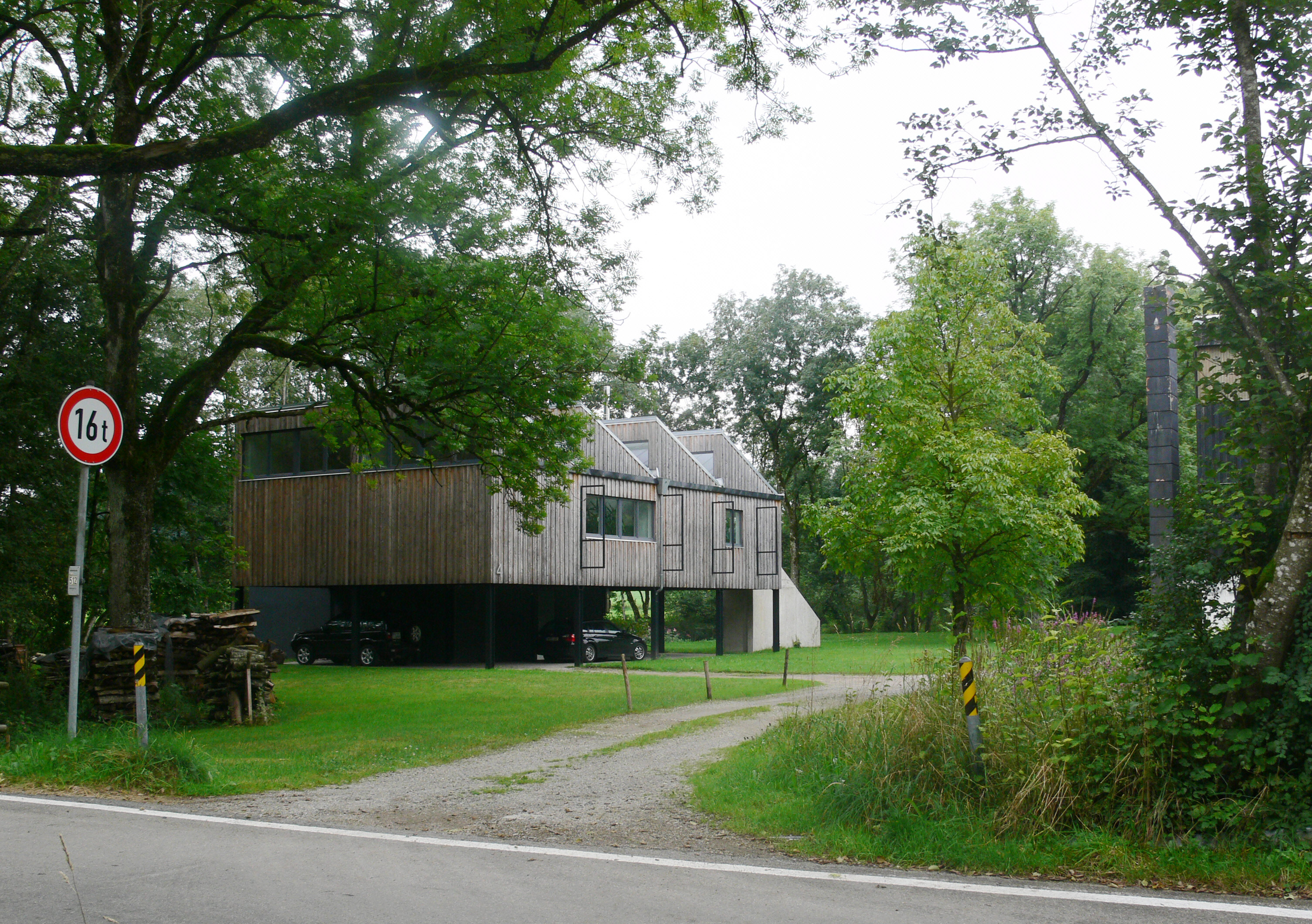
奥特尔·艾歇尔的工作室，由他自己设计

奥特尔·艾歇尔最知名的作品是为公司所做的视觉图形设计，如：博朗电器、德国汉莎航空、FSB、德国电视二台（ZDF）、ERCO-照明、法兰克福机场、西德意志银行、德国德累斯登银行、Severin und den Siedler Verlag。现今视觉传达的通用称呼应归功于他的理论作品。同样的来说，奥特尔·艾歇尔是企业识别的创造者与开拓者，他为慕尼黑奥运从制服到入场券都做了完整的设计。此外，还为如汉莎航空等企业做企业识别。
从奥特尔·艾歇尔的作品来说，他是二战后西德出现的重要设计师。最早却通常把他与反纳粹主义相连，但战后他成功为德国设计和德国企业作出的贡献，使人们对他的观念改变。与朔尔家（朔尔兄妹的父亲成为战后乌尔姆首位市长）的关系并未获得任何好处，他所创立的乌尔姆造型学院是由美国人捐赠的形式才得以建立的。
由于奥特尔·艾歇尔对字体的地位非常看重，他提出把字体设计工作看作一个大的模型和创意的来源。他尝试把在瑞士的马克斯·比尔所专长的图形和印刷技术带入乌尔姆造型学院。同样，奥托·艾歇尔把创造出能在印刷和其它更大范围里使用的字体视作其终生的事业，在他最终创造出Rotis字体前，他在包括慕尼黑奥运等使用了阿德里安·弗鲁提格设计的Univers字体。但他所设计的字体却跳出了他的印刷理论，导致了可读性的降低。

## 著作
奥特尔·艾歇尔本人及与他人的合著的书和文章：
- Aicher, Otl und Saß, Rudolf: Flugbild Deutschland. Praesentverlag, Gütersloh 1968
- Aicher, Otl und Saß, Rudolf: Im Flug über Europa. Otto Müller Verlag, Salzbug 1980
- Aicher, Otl und Krampen, Martin: Zeichensysteme. Alexander Koch Verlag, München 1980
- Aicher, Otl: Die Küche zum Kochen. Callwey Verlag, München 1982
- Aicher, Otl: gehen in der wüste. Frankfurt 1982
- Aicher, Otl: kritik am auto, Callwey Verlag, München, 1984
- Aicher, Otl: innenseiten des kriegs. 1. Aufl. Frankfurt am Main, S. Fischer, 1985
- Aicher, Otl: typographie. Berlin 1988
- Aicher, Otl et al.: Über das Farbliche. Hatje Verlag, 1993
- G. Behnisch et al.: Konstruktive Intelligenz. In: arch+, 1990, 102, S. 42–52
- Aicher, Otl et al.: Architektur des Machens. In: arch+, 1990, 102, S. 29–36
- Aicher, Otl: analog und digital. Berlin 1991
- Aicher, Otl: die welt als entwurf. Verlag Ernst & Sohn, 1991

## 文学
与奥特尔·艾歇尔相关的文学作品：
- 《汉斯·朔尔和苏菲亚·朔尔，书信和札记》（德文原名：《Hans Scholl und Sophie Scholl, Briefe und Aufzeichnungen》，大陆译：《永远的白玫瑰》，台译：《白玫瑰》）——其中包含有朔尔兄妹给奥托·艾舍的信件